# St. Johannes Baptist (Steinbach)

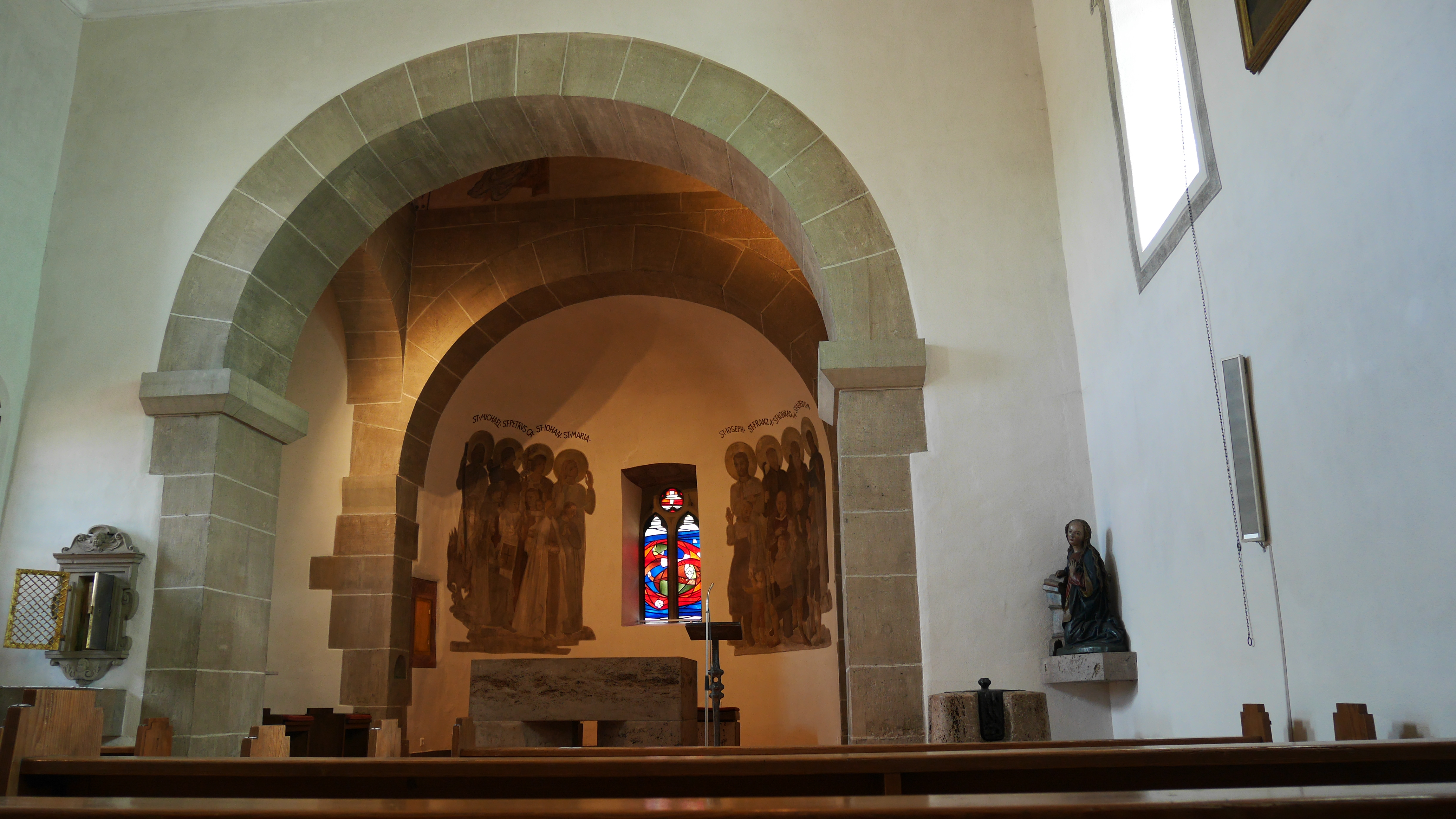
Chor mit Apsis

Die katholische Pfarrkirche St. Johannes Baptist in Steinbach, einem Stadtteil Schwäbisch Halls, ist der vermutlich älteste Sakralbau in der Region. Das Gebäude steht neben dem Ortsbach Waschbach auf einem von ihm abgelagerten Sinterpolster kurz von dessen Mündung in den Kocher bei der Flussbrücke.

## Geschichte
Die Kirche  wurde um das Jahr 1100 erbaut und trägt ihren heutigen Namen wenigstens seit dem Jahr 1297.
Das Gotteshaus war vor der Reformation die Mutterkirche von St. Michael in Schwäbisch Hall. Bei seiner Weihe im Jahr 1156 wurde St. Michael ihr ausdrücklich unterstellt.
St. Johannes Baptist gilt als „Mutterkirche von Hall, Vorbild für St. Katharina und St. Michael“ und stand unter dem Patronat des Klosters Comburg, dem sie im Jahr 1287 inkorporiert wurde.

## Baubeschreibung
Die Kirche wurde im romanischen Stil errichtet und im Jahr 1100 das erste Mal urkundlich erwähnt. Das Langhaus ist einschiffig und war einst flach gedeckt. Die Seitenflügel besitzen Tonnengewölbe, die Apsis ist direkt an das Querhaus angebaut. Über der Vierung erhebt sich ein romanischer Turm, der eine barocke Haube trägt.
Das Kirchenschiff weist eine Deckenbemalung von 1905 auf, so in der Vierung und den Flügeln des Tonnengewölbes im Querhaus. Bei der Restaurierung im Jahr 1965 wurden die originalen romanischen Fenster sowie die alten Eingangstüren und die Klangarkaden des Turmes wieder freigelegt, davor hatte die Kirche Barockfenster.